# Picinguaba pitanga
Picinguaba pitanga är en insektsart som beskrevs av De Mello 1990. Picinguaba pitanga ingår i släktet Picinguaba och familjen syrsor. Inga underarter finns listade i Catalogue of Life.